# Sophia Morrison

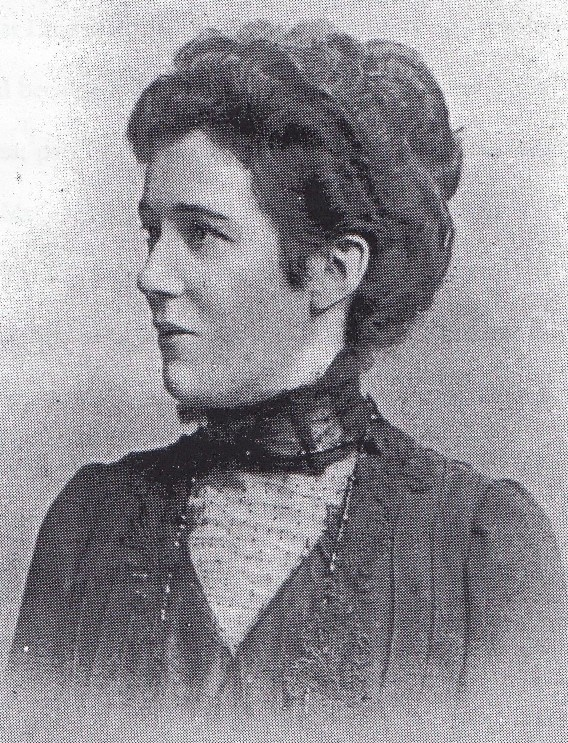
Foto

Sophia Morrison (Peel, 24 de mayo de 1859-Peel, 24 de junio de 1917) fue una folclorista, activista cultural y escritora manesa considerada una de las principles impulsoras del resurgimiento del manés.
Entre sus obras, destaca Manx Fairy Tales (1911), ilustrada por Archibald Knox.

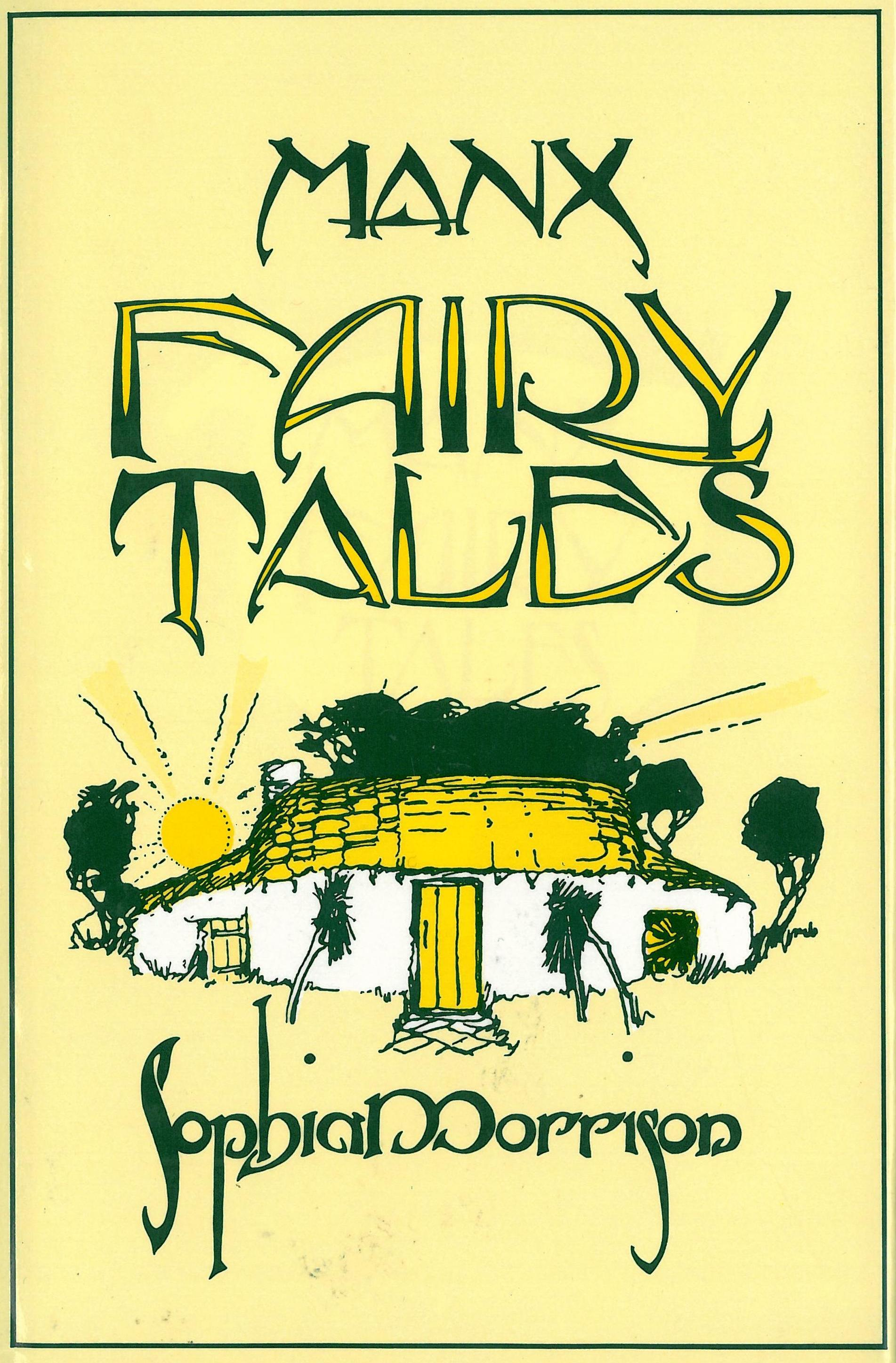
Manx Fairy Tales

Fue la fundadora de la Sociedad de la Lengua Manesa (Manx Language Society/Yn Cheshaght Ghailckagh).